# Hirnyk-Sport Horichni Plavni
Maillots
Actualités
Le Futbolny Klub Hirnyk-Sport Horichni Plavni (en ukrainien : Футбольний Клуб Гірник-Спорт Горішні Плавні), plus couramment abrégé en Hirnyk-Sport Horichni Plavni, est un club ukrainien de football fondé en 1989 et basé dans la ville de Horichni Plavni.
Il évolue en seconde division depuis la saison 2014-2015.

## Bilan sportif

### Classements en championnat
La frise ci-dessous résume les classements successifs du club en championnat d'Ukraine.

## Personnalités du club

### Présidents du club
- Petro Kaploune

### Entraîneurs du club
- Ihor Zhabtchenko (2013 - 2016)
- Serhiy Poutchkov (2016 - 2018)
- Volodymyr Mazyar (2019)
- Ihor Zhabtchenko (2019 - )